# Paratrechina albipes
Paratrechina albipes är en myrart som först beskrevs av Carlo Emery 1899.  Paratrechina albipes ingår i släktet Paratrechina och familjen myror. Inga underarter finns listade i Catalogue of Life.